# 법전역
법전역(Beopjeon station, 法田驛)은 경상북도 봉화군 법전면 법전리에 위치한 영동선의 철도역이다.
2008년 12월 1일 시간표 개정으로 인해 모든 여객열차가 통과한다.

## 역 구조
역사측에서부터 측선, 부본선, 주본선의 3개선이 있으며 측선과 부본선 사이, 그리고 주본선 옆으로 승강장이 있다. 2013년 4월 17~20일에 시행된 구내구조변경공사로 인하여 영주쪽으로 안전측선이 신설되고 측선쪽 선로전환기가 철거되어 측선의 사용이 중지되었다.

## 역명 유래
옛날 이 지역에 법흥사라는 절이 있었고 그 앞에 큰 밭이 있었는데 그 밭에 마을이 생겼다고 해서 법전이라고 한데서 비롯되었다.

## 연혁
- 1955년 6월 30일 : 역사 신축 준공
- 1955년 7월 1일 : 보통역으로 영업 개시[1]
- 1991년 1월 1일 : 소화물 취급 중지[2]
- 1994년 1월 11일 : 화물 취급 중지[3]
- 1995년 12월 22일 : 역사 신축 준공
- 2007년 12월 15일 : 무배치간이역으로 격하[4]
- 2008년 12월 1일 : 여객 취급 중지
- 2013년 4월 20일 : 측선 사용 중지